# 菲沙門德
菲沙門德是奥地利下奥地利州维也纳城郊县的一个市镇。总面积24.94平方公里，总人口4450人，人口密度178.4人/平方公里（2005年）。